# Бігіла
Бігіла́ (рос. Бигила) — село у складі Заводоуковського міського округу Тюменської області, Росія.
Населення — 579 осіб (2010, 636 у 2002).
Національний склад станом на 2002 рік:
- росіяни — 87 %